# Renée Agén
Renée Agén, född 29 augusti 1950 i Stockholm, är en svensk sångare som lanserades av Thore Skogman i början av 1960-talet.
Renée Agén var bara fyra år när hon debuterade på Kungsträdgårdens scen i Stockholm 1954. Två år senare började hon i Inga Tobiassons teaterskola. Där upptäcktes hon av revykungen Hagge Geigert, som presenterade henne för Thore Skogman, som blev något av en mentor för henne. 
Hon tv-debuterade 1957 i serien "Innan vi lägger oss".
Därefter medverkade hon i program som "Bulleribång", "Visparaden", "Sommarlov", "Hemliga klubben"  och "Småstad".
1964 medverkade hon i filmen "Tre dar på luffen" tillsammans med Thore Skogman.
Renée Agén skivdebuterade 1960. Hon släppte fem singelskivor och lika många EP-skivor.
Efter studentexamen utbildade hon sig till gymnastikdirektör, men fortsatte att sjunga på fritiden och som fältartist för FN.
I början av 1980-talet flyttade hon tillsammans med sin man till Frankrike.

## Diskografi i urval
- 1960 – Sveriges minsta stjärna Renée Agén sjunger succétangon: Mamma och Pappa dansa' tango (EP tillsammans med Thore Skogman) (Cupol CEP 281)[1]
- 1961 – "Schottis med magistern" / "På landet" / "Maria har fått en lillebror" / "När det svänger så här" (EP tillsammans med Thore Skogman) (Cupol CEP 318)
- 1963 – "Jag vill ha en liten hund" / "Det går in genom ena örat" / "Röda stugor tåga vi förbi" / "Ägg i mössan" (EP tillsammans med Thore Skogman) (Odeon – GEOS 199)
- 1965 – "Du skall spara en slant" / "Hambo i plugget" / "Det är så kul" / "I gymnastiken" (EP tillsammans med Thore Skogman) (Odeon – GEOS 243)
- "Hej, mitt vinterland"

## Filmografi
- 1964 – Tre dar på luffen